# Friedberger Warte
Die Friedberger Warte ist einer der vier Warttürme der im 14. Jahrhundert errichteten Frankfurter Landwehr. Sie steht am nordwestlichen Rand Bornheims, einem der östlich des Zentrums gelegenen Stadtteile von Frankfurt am Main. Jahrzehntelang war sie ein Nadelöhr für Kraftfahrzeuge zwischen Stadtmitte und A661.

## Architektur und Geschichte
Die heutige Friedberger Warte wurde im Jahr 1478 anstatt eines bereits 1350 erwähnten Wartturmes als letzte Warte der Frankfurter Landwehr auf dem Eulenberg, dem höchsten Punkt Bornheims, in spätgotischem Stil errichtet. Die Anlage besteht aus einem rechteckigen Wehrhof mit rechteckigem Grundriss von 22 mal 28 Metern. Auf der Westseite befindet sich das Wachhaus mit Küche und Brunnenstube. Markantester Bauteil ist der schlanke Wehr- und Wachturm mit einem mit Schiefer gedeckten Dach.
Nur einmal war die Friedberger Warte Schauplatz einer militärischen Auseinandersetzung: Im Schmalkaldischen Krieg wehrten die Frankfurter hier im Jahr 1546 kaiserliche Truppen ab.
Im Dreißigjährigen Krieg wurden Turm und Wehrhof 1634 von umherziehenden Kroaten in Brand gesetzt. Ab 1637 wurde die Friedberger Warte wieder aufgebaut. Sie diente später als Zollstation und als Brandwache. Seit 1815 befindet sich hier ein beliebtes Apfelweinlokal. Der Turm dient seit 1885 als Belüftungsschacht der Kanalisation.

## Verkehrssituation
Jahrelang lag die Warte in der Mitte eines Kreisverkehrs an der vom Friedberger Tor aus nach Norden in Richtung Bad Vilbel führenden Friedberger Landstraße. Von diesem Kreisverkehr zweigte ebenfalls die von dort aus in nordnordwestlicher Richtung führende Homburger Landstraße ab.
Die an dieser Stelle städtebaulich unbefriedigende Situation wurde von 2011 bis 2012 mit dem Bau der Strecke der Straßenbahn Linie 18 (Rohrbachstraße–Friedberger Landstraße–Gravensteiner Platz) teilweise behoben. Die Inbetriebnahme erfolgte im Dezember 2011 und seitdem wird die Warte südlich von ihr in einer hybriden Straßenbahn-Bus-Haltestelle gemeinsam mit den Buslinien 30, M34 und 83 angefahren.
Anschließend wurde das Umfeld der Warte zu einem multifunktionalen Platz für Wochenmärkte und Ähnliches umgestaltet; die Bauarbeiten wurden im Sommer 2017 abgeschlossen. Die Friedberger Landstraße führt von Süden gesehen nun ausschließlich links an der Warte vorbei und ist somit für Fußgänger einfacher zugänglich; als Konsequenz können Kraftfahrzeuge an der Kreuzung von der Homburger Landstraße kommend nicht mehr links Richtung A661 / Bad Vilbel abbiegen und müssen dafür die Friedberger Landstraße stadteinwärts passieren und in einem Kreisverkehr der Dortelweiler Straße wenden.
| Buslinie         | Streckenführung                                                                                       |
| ---------------- | --- |
| 30               | Bahnhof Bad Vilbel - Friedberger Warte - Konstablerwache - Lokalbahnhof - Sachsenhausen Hainer Weg    |
| M34              | Gallus Mönchhofstraße - Rebstockbad - Rödelheim Bhf. - Dornbusch - Friedberger Warte - Bornheim Mitte |
| 83               | Friedberger Warte - Lohrberg                                                                          |
| N18              | Unfallklinik - Friedberger Warte - Konstablerwache (Nachtbusverkehr als Straßenbahnersatz)            |
| Straßenbahnlinie | |
| 18               | Gravensteiner Platz - Friedberger Warte - Konstablerwache - Südbahnhof - Louisa                       |